# جمال الدين الأول
جمال الدين الأول (ازدهر في منتصف القرن الرابع عشر) كان حاكمًا لسلطنة عفت. هو ابن نحوي بن منصور بن عمر والشمة وأخو حق الدين الأول.

## فتره حكم
عين إمبراطور إثيوبيا أمدا سيون الأول جمال الدين محافظًا على عفت بعد هزيمة شقيقه صابر الدين الأول وسجنه. يشير تاديسي تمرات إلى أن جمال الدين قد أطلق سراحه من السجن عند تعيينه، ويخمن أن الإمبراطور قد تمسك بالنبل كرهينة لضمان ولاء عفت.
ومع ذلك، وفقًا للانتصارات المجيدة لأمدا سيون، أثبت جمال الدين أنه غير مخلص للإمبراطور أمدا سيون. أولاً، يُزعم أنه كان جزءًا من التحالف الذي هاجم الإمبراطور وهزمه في معركة داس؛ في نهاية العام نفسه، أُمر جمال الدين بتسليم المسيحيين المرتدين إلى الإمبراطور للعقاب، لكنه رفض على الرغم من أنه ولد «ابن أخيه». لهذا دمر الإمبراطور أمدا سيون عفت واستبدل جمال الدين بشقيقه نصر الدين. يختلف تفسير هذا المقطع: يقول تريمنغهام إنه انضم إلى تحالف مورا وعدل في ثورة ضد الإمبراطورية، لكن الإمبراطور هزمهما. من ناحية أخرى، يقول تاديسي تمرات إن تمرد جمال لم يصل إلى هذا الحد أبدًا، وتم استدعاؤه إلى المحكمة الإثيوبية وعاد إلى السجن بحجة أنه فشل في العثور على جميع المسيحيين الذين اعتنقوا الإسلام وإحضارهم إلى الإمبراطور.. زعم جمال الدين أن «ابن أخيه» (الذي يعتقد تاديسي تمرات أنه قد يكون ابن سعد الدين) منعه من القيام بذلك.